# Philogaeus echimys
Philogaeus echimys là một loài nhện trong họ Thomisidae.
Loài này thuộc chi Philogaeus. Philogaeus echimys được Cândido Firmino de Mello-Leitão miêu tả năm 1943.